# 남원군
남원군(南原郡)은 전북특별자치도 남원시의 이전 행정 구역이다. 역사 상의 남원(南原)은 일제에 의해 운봉군과 통합되기 전의 남원군의 영역인 남원시 서부 지역과 인근 임실군, 장수군 일부 지역이다. 1995년 시내지역인 남원시(1981년 분리신설)와 도농통합하면서 폐지되었다.

## 유래
가야의 하기물(下奇物), 백제의 고룡군(古龍郡)이다. 기물과 고룡이라는 이름은 서로 연관이 있다고 여겨지는데 용(龍)의 순 우리말이 "미르"이므로 둘 다 "고밀Komir"로 개련되기 때문이다. 우륵의 12곡에 나오는 남원시내의 하기물과 지금의 남원시 운봉읍의 옛 모산현,또는 장수군 번암면의 거사물현에 있던 상기물지역으로 후기 가야세력이 호남 동부지역까지 진출했음을 시사한다.
남원이라는 이름은 통일신라시대에 남원소경의 설치 이후이다.

## 역사

### 고대
- 마한의 고랍국으로 추정된다.
- 5세기 이후 대가야의 영역으로 편입되어 하기물이 되었다.
- 6세기 전반 백제와 가야연맹이 기문지방을 놓고 충돌하였다. 무령왕에 의해 백제는 하기물을 병탄해 고룡군을 설치하였다.
- 660년 백제가 나.당 연합군에 패배하였고 향후 3년동안 남원 인근의 거물성(居勿城)에서 백제의 잔여 세력들이 항전했다.

### 중세
- 685년신문왕 5년 보덕국의 고구려유민들을 이 지역으로 이주시켜 남원경(南原京)을 설치하였다. 신라귀족 옥보고가 이곳에서 고구려의  거문고를 전수받아 이를 개량해 30여곡을 만들었다.
- 고려시대에 940년 고려 태조 23년 남원부가 되어 인근 5현을 관할하였다.

### 근세
- 조선시대에 1413년 태종13년 남원도호부로 승격하였다. 남원도호부는 진관( 1부 1군 9현( 담양·순창·창평·구례·곡성.임실·무주·진안·장수.무주.용담 등)을 통솔다였다.
- 1457년 남원진영이 설치되어 인근6현(곡성·옥과·구례·창평·장수·운봉)을 관할하였다.
- 1597년 정유재란시 남원 전투로 12000명의 인명손실을 입고 남원성이 함락되어 직산 전투까지 일본군이 삼남지방을 점령하였다.
- 1654년 전라좌영이 설치되었다.

### 근대
- 1895년 6월 23일(음력 윤 5월 1일) 전국의 행정체계가 23부로 개편되면서 이전 전라도 서부지역을 관할하는 남원부가 실치되어 그 치소가 되었다. 본래의 남원부는 군(郡)이 되었고 남원군을 포함해 16군을 관할하였다.[2]
- 1896년 8월 4일 13도제로 환원되어 남원부가 전라남,북도로 분할 편입되었다. 남원군은 전라북도에 편입되었다.[3]
- 1906년 둔덕면·오지면·주천면·석현면·아산면·영계면이 임실군으로,상번암면·중번암면·하번암면·진전면이 장수군으로, 고달면·중방면·외산동면·내산동면·소아면이 전라남도 구례군으로 편입되었다.
- 1910년 관할의 48방(坊)을 22개 면으로 통폐합하였다.
- 1911년 일부지역이 순창군에 편입되었다.
- 1914년 지사면, 덕고면(서촌, 동리, 상후리, 중후리, 차후리, 상리, 상신천)지역이 임실군에 편입되었다
- 1914년 4월 1일 남원군, 운봉군을 남원군으로 통폐합하였다.[4]

19면 - 남원면, 이백면, 주천면, 흑송면, 주생면, 대산면, 대강면, 사매면, 덕과면, 보절면, 왕치면, 금지면, 산동면, 수지면, 두동면, 운봉면, 아영면, 산내면, 동면
| 조선총독부령 제111호 |                                                                |             |
| 구 행정구역          | 구 행정구역                                                    | 신 행정구역 |
| 남원군               | 서봉면(棲鳳面), 만덕면(萬德面), 통한면(痛漢面), 장흥면(長興面) | 남원면 일원 |
| 남원군               | 왕지전면(王之田面), 갈치면(葛峙面)                             | 왕치면 일원 |
| 남원군               | 주촌면(朱村面), 상원천면(上元川面), 하원천면(下元川面)         | 주천면 일원 |
| 남원군               | 주포면(周浦面), 남생면(南生面), 이언면(伊彦面)                 | 주생면 일원 |
| 남원군               | 흑성면(黑城面), 송내면(松內面)                                 | 흑송면 일원 |
| 남원군               | 대곡면(大谷面), 정산면(睛山面), 성남면(城南面)                 | 대산면 일원 |
| 남원군               | 견소곡면(見所谷面), 생조벌면(生鳥伐面), 초랑면(草郞面)         | 대강면 일원 |
| 남원군               | 사동면(巳洞面), 매내면(梅內面)                                 | 사매면 일원 |
| 남원군               | 덕고면(德古面), 적과면(迪果面)                                 | 덕과면 일원 |
| 남원군               | 보현면(寶玄面), 고절면(高節面)                                 | 보절면 일원 |
| 남원군               | 금안면(金岸面), 기지면(機池面)                                 | 금지면 일원 |
| 남원군               | 백암면(白岩面), 백파면(白波面)                                 | 이백면 일원 |
| 운봉군               | 군내면(郡內面), 서면(西面)                                     | 운봉면 일원 |
| 운봉군               | 북상면(北上面), 북하면(北下面)                                 | 아영면 일원 |
| 운봉군               | 산내면(山內面)                                                 | 산내면 일원 |
| 운봉군               | 동면(東面)                                                     | 동면 일원   |

| 조선총독부령 제111호 |             |                                                                        |
| 구 행정구역 | 신 행정구역 | 신 행정구역                                                            |
| 남원군 서봉면(棲鳳面) 감성리/금강리, 동촌/창동/장동/(통한면)충촌리, 신기리/정치리 일부/(만덕면)강정리 일부/(이언면)부동리 일부, 구암리/교촌리/장승리/정치리 일부/(통한면)용정리 일부/(왕지전면)응곡리 일부, 화산리/대정리                                                                                               | 남원면      | 금성리, 동충리, 신정리, 향교리, 화정리                                 |
| 남원군 만덕면(萬德面) 왕묘리/강정리 일부/(서봉면)정치리 일부/(통한면)용정리 일부, 상항리/죽우리 일부, 하항리/고정리 | 남원면      | 왕정리, 죽항리, 하정리                                                 |
| 남원군 장흥면(長興面) 금리 일부, 하삽리/상삽리 일부/천거리 일부, 조산리/금리 일부, 천거리 일부/남북교리 일부/금리 일부 | 남원면      | 금리, 쌍교리, 조산리, 천거리                                           |
| 남원군 통한면(痛漢面) 통기리/동도리 일부/(갈치면)월천리 일부 | 남원면      | 도통리                                                                 |
| 남원군 왕지전면(王之田面) 율치리/광석리/호치리, 내동리/미척리/구룡리 일부, 산성리/응곡리 일부, 정동리/가음리/구룡리 일부 | 왕치면      | 광치리, 내척리, 산곡리, 용정리                                         |
| 남원군 갈치면(葛峙面) 갈치리, 고산리/황죽리, 식정리, 낙현리/미동리/월천리 일부/(통한면)동도리 일부 | 왕치면      | 갈치리, 고죽리, 식정리, 월락리                                         |
| 남원군 덕고면(德古面) 신정리/월평리/고정리 일부/수촌리 일부/금암리 일부/사곡리 일부/(임실군 둔덕면)용정동 일부/점촌 일부, 금암리 일부/내동리 일부, 덕동리/수촌리 일부/고정리 일부/용주리 일부/(장수군 외진전면)시목리 일부, 갈산리/배산리/용주리 일부/수촌리 일부/내동리 일부/(지사면)현계리 일부                       | 덕과면      | 고정리, 금암리, 덕촌리, 용산리                                         |
| 남원군 적과면(迪果面) 만적리/도촌리 일부/작소리 일부/(고절면)다산리 일부, 상율리/하율리/(덕고면)사곡리 일부, 비내리/양선리/신촌리/오현리 일부/작소리 일부 | 덕과면      | 만도리, 사율리, 신양리                                                 |
| 남원군 산동면(山東面) 등구리/선촌리/신기리/대촌리 일부/대치리 일부, 상점리/대치리 일부, 목동리, 부동리/중절리/이곡리 일부, 식련리/이곡리 일부, 석동리/월산리, 태평리/신풍리/이곡리 일부/대촌리 일부 | 산동면      | 대기리, 대상리, 목동리, 부절리, 식련리, 월석리, 태평리                 |
| 남원군 대곡면(大谷面) 하대리/소대리/노산리 일부/월계리 일부, 독산리/(성남면)감동리 일부/(주포면)광촌리 일부 | 대산면      | 대곡리, 풍촌리                                                         |
| 남원군 정산면(睛山面) 심곡리/일길리, 노촌리/(대곡면)노산리 일부/(주포면)충촌리 일부, 신계리/(대곡면)월계리 일부/노산리 일부, 율정리/옥전리 일부, 운교리/옥전리 일부/(성남면)서동리 | 대산면      | 길곡리, 수덕리, 신계리, 옥율리, 운교리                                 |
| 남원군 성남면(城南面) 내촌리/음촌리/수정리/가정리/점촌리, 장동리/상신흥리/하신흥리, 애산리/유동리 일부/이동리 일부, 동마동/장항리/이동리 일부/가현리 일부/유동리 일부/(임실군 아산면)후천리 일부, 주치리/노한리 일부 | 대산면      | 수정리, 신흥리, 유산리, 이동리, 주월리                                 |
| 남원군 견소곡면(見所谷面) 방산리 일부, 광동리/제암리 일부/(초랑면)생사리, 입암리/평촌리 일부, 신기리 일부/(초랑면)가덕리, 옥전리/택촌리 일부, 월산리 일부/금탄리 일부/제암리 일부, 평촌리 일부 | 대강면      | 방산리, 생암리, 입암리, 신덕리, 옥택리, 월탄리, 평촌리                 |
| 남원군 초랑면(草郞面) 강석리, 저동리/방동리 일부/월산리 일부, 석촌리/사촌리/방동리 일부/(전라남도 창평군 입면)하촌 일부, 대치리/송내리, 도곡라/(견소곡면)수촌리 일부, 곡촌리/(견소곡면)산촌리/양촌리 | 대강면      | 강석리, 방동리, 사석리, 송대리, 수홍리, 풍산리                         |
| 남원군 주촌면(朱村面) 비안리/양팔리/술산리/(장흥면)천거리 일부/남북교리 일부/애현리, 덕촌리/배촌리/상주리 일부/하주리 일부, 동송리/서송리/능치리, 어은리/세현리/함파리/(장흥면)상삽리 일부, 내송리/외송리/은행리/내촌리 일부/(하원천면)호정리 일부, 상주리 일부/하주리 일부                                             | 주천면      | 노암리, 배덕리, 송치리, 어현리, 은송리, 주천리                         |
| 남원군 상원천면(上元川面) 내기리/고촌리, 회덕리/노치리 일부 | 주천면      | 고기리, 덕치리                                                         |
| 남원군 하원천면(下元川面) 신촌리/용담리 일부/(만덕면)죽우리 일부/(장흥면)상삽리 일부, 외룡리/(주촌면)내촌리 일부, 용담리 일부, 외평리/무수리/호정리 일부/(주촌면)신기리 일부/내룡리 일부, 내촌리 일부/호정리 일부, 호곡리/안곡리/호정리 일부/(주촌면)신기리 일부                                                        | 주천면      | 신촌리, 용궁리, 용담리, 장안리, 호경리, 호기리                         |
| 남원군 주포면(周浦面) 영촌리/제천리 일부/상내리 일부, 지당리 일부/유천리 일부/(흑성면)백송평리 일부/척동리 일부, 반송리/충촌리 일부/(대곡면)노산리 일부, 도내리/제천리 일부/상내리 일부/(기지면)고룡리 일부 | 주생면      | 영천리, 지당리, 정송리, 제천리                                         |
| 남원군 남생면(南生面) 낙동리, 광촌리/내동리/(성남면)감동리 일부/(견소곡면)수촌리 일부, 상도리/하도리 | 주생면      | 낙동리, 내동리, 도산리                                                 |
| 남원군 이언면(伊彦面) 부동리/상동리 일부, 중동리/하동리/상동리 일부/(주포면)지당리 일부/(흑성면)서내동 일부 | 주생면      | 상동리, 중동리                                                         |
| 남원군 보현면(寶玄面) 중현리/파동리/신동리/신흥리 일부/(적과면)도촌리 일부, 내황리/벌촌리/도촌리 일부/외항리 일부/(적과면)은천리 일부, 용동리/도촌리 일부/영철리 일부/사촌리 일부, 영철리 일부/사촌리 일부/도촌리 일부, 성리/시동리/사촌리 일부/외항리 일부                                                             | 보절면      | 신파리, 황벌리, 도룡리, 사촌리, 성시리                                 |
| 남원군 고절면(高節面) 갈치리/서당리, 신촌리/개양리/양촌리/음촌리/회산리, 진목리/내동리/신기리 일부/금계리 일부, 호복리/금계리 일부/신기리 일부/다산리 일부/(보현면)신흥리 일부 | 보절면      | 서치리, 괴양리, 진기리, 금다리                                         |
| 남원군 백암면(白岩面) 과리/입촌리/(백파면)파과리 일부, 송곡리/서당리/(백파면)오촌리 일부, 폐문리/척동리, 초동리/(백파면)오촌리 일부, 신기리/효촌리/(백파면)상구리/신촌리 일부 | 이백면      | 과립리, 서곡리, 척문리, 초촌리, 효기리                                 |
| 남원군 백파면(白波面) 내기리/강촌리, 내동리 일부/계산리 일부, 남평리/내동리 일부/계산리 일부/(산동면)남평리 일부, 수가리/지양리 일부, 평촌리/지양리 일부/파과리 일부 | 이백면      | 강기리, 내동리, 남계리, 양가리, 평촌리                                 |
| 남원군 흑성면(黑城面) 태동리/동내동/서내동 일부, 안동리/척동리 일부 | 흑송면      | 장국리, 흑송리                                                         |
| 남원군 송내면(松內面) 사촌리, 신촌리/대촌리 일부/(흑성면)신기리 일부, 원촌리/오촌리/문치리/생촌리 일부, 대촌리 일부/(흑성면)백평리 일부/신기리 일부 | 흑송면      | 사촌리, 송내리, 송상리, 신평리                                         |
| 남원군 두동면(豆洞面) 신촌리/두곡리, 임촌리 일부/상신리 일부/(금안면)신기리 일부, 세전리 일부/(수지면)남창리 일부, 송기리, 평촌리/양촌리 일부/오산리 일부/치촌리 일부/세전리 일부, 연동리/오산리 일부/양촌리 일부, 손동리 일부/치촌리 일부/오산리 일부/장포리 일부, 장포리 일부, 구기리/도촌리 일부/(금안면)석전리 일부 | 두동면      | 두신리, 상신리, 세전리, 송기리, 양평리, 연산리, 영동리, 장포리, 하도리 |
| 남원군 사동면(巳洞面) 수동리/계동리/인화리 일부, 대율리/서촌리 일부/화정리 일부, 서원리/도촌리, 덕평리/수월리/손율리 일부/인화리 일부, 인화리 일부, 화정리 일부/서촌리 일부 | 사매면      | 계수리, 대율리, 서도리, 월평리, 인화리, 화정리                         |
| 남원군 매내면(梅內面) 관촌리/세동리 일부/풍촌리 일부/상신리 일부, 대산리/상신리 일부, 하신리/중신리/신촌리/세동리 일부/풍촌리 일부/(적과면)오현리 일부 | 사매면      | 관풍리, 대신리, 오신리                                                 |
| 남원군 금안면(金岸面) 하귀리 일부/석전리 일부/(두동면)도촌리 일부, 상귀리/하귀리 일부, 평촌리/신기리 일부/하귀리 일부/(두동면)상신리 일부, 내기리/택촌리 일부, 창활리/(기지면)옹정리 일부/방촌리 일부/호산리 일부/(두동면)임촌리 일부                                                                                   | 금지면      | 귀석리, 상귀리, 신월리, 택내리, 창산리                                 |
| 남원군 기지면(機池面) 방촌리 일부/매촌리 일부/서촌리 일부/(금안면)택촌리 일부, 서촌리 일부/매촌리 일부/입암리 일부, 고룡리 일부/옹정리 일부/호산리 일부/(주포면)제천리 일부, 입암리 일부/옹정리 일부 | 금지면      | 방촌리, 서매리, 옹정리, 입암리                                         |
| 남원군 수지면(水旨面) 진곡리/고정리/마륜리/양촌리 일부/내호곡리 일부/(송내면)생촌리 일부, 남창리 일부/(두동면)세전리 일부, 마연리/산촌리/둔촌리 일부/가정리 일부/외호곡리 일부, 포암리/유촌리/갈촌리/둔촌리 일부/가정리 일부/외호곡리 일부, 초리/남창리 일부, 외호곡리 일부/내호곡리 일부/양촌리 일부                   | 수지면      | 고평리, 남창리, 산정리, 유암리, 초리, 호곡리                           |
| 운봉군 군내면(郡內面) 용산리/당월리 일부/북천리 일부, 북천리 일부/동천리 일부/당월리 일부/서천리 일부/(서면)소석리 일부, 서천리 일부/북천리 일부/(남면)엄계리 일부, 신기리 | 운봉면      | 용산리, 북천리, 서천리, 신기리                                         |
| 운봉군 남면(南面) 수철리/공안리/용은리/덕산리 일부/유평리 일부, 봉곡리/신평리/가장리/덕산리 일부/유평리 일부/행정리 일부, 삼산리/교촌리/산덕리 일부/(군내면)동천리 일부, 원평리/주촌/(남원군 상원천면)노치리 일부, 준향리/엄계리 일부, 행정리 일부/엄계리 일부, 산덕리 일부/(군내면)동천리 일부                         | 운봉면      | 공안리, 덕산리, 산덕리, 주촌리, 준향리, 행정리, 동천리                 |
| 운봉군 서면(西面) 가산리/양지리/매율리 일부/화수리 일부, 가동/권포리/연동 일부/임리 일부, 임리 일부, 임리 일부/매요리 일부/(장수군 하번암면)와룡리 일부, 여원리/장치동/장교리/연동 일부, 전촌/옥계리/화수리 일부/수석리 일부                                                                                            | 운봉면      | 가산리, 권포리, 임리, 매요리, 장교리, 화수리                           |
| 운봉군 동면(東面) 내건리/외건리 일부, 상우리/중우리/하우리, 서무리/계암리/사창리/용계리 일부, 성산동, 성내리/도장리/유곡리/외건리 일부/(북하면)이동 일부, 구인월리/신인월리/신우리/용계리 일부, 자래리 일부, 장재동/수리/석치리/중군리, 구평리/용암리/자래리 일부                                                       | 동면        | 건지리, 상우리, 서무리, 성산리, 유곡리, 인월리, 자래리, 중군리, 취암리 |
| 운봉군 북상면(北上面) 갈계리, 봉대리/임곡리/당동리 일부, 아곡리/점촌리/당동리 일부, 월산리/구주리/신지리 일부/(북하면)성리 일부, 인풍리/매산리, 고인리/청계리 | 아영면      | 갈계리, 봉대리, 아곡리, 월산리, 인풍리, 청계리                         |
| 운봉군 북하면(北下面) 구상리 일부/송리 일부/부동 일부/성리 일부, 두락리/월성리 일부/의지리 일부/이동 일부, 일대리 일부/구상리 일부/성리 일부/(북상면)신지리 일부, 월성리 일부/의지리 일부, 송리 일부/부동 일부/일대리 일부/의지리 일부                                                                                  | 아영면      | 구상리, 두락리, 성리, 의지리, 일대리                                   |
| 운봉군 산내면(山內面) 횡치리/내령리/외령리/팔랑리, 유평리/대전리/묘동/대정리/매계리/중기리, 덕동/(남원군 상원천면)달려리, 백일리/동수리/서수리/저전리/하황리 일부, 반산리/미동/와운리/하부운리/부운리/개선리, 삼화리/입석리/실상리 일부, 원천리/장항리, 상황리/중황리/하황리 일부                                       | 산내면      | 내령리, 대정리, 덕동리, 백일리, 부운리, 입석리, 장항리, 중황리         |

- 1931년 11월 1일 남원면을 남원읍으로 승격하였다.[6] (1읍 18면)
- 1935년 3월 1일 대산면 일부를 순창군에, 남원읍 금성리를 대산면에, 주천면 노암리를 남원읍에 편입하고, 흑송면·두동면을 송동면으로 합면하였다.[7][8][9] (1읍 17면)

| 도령 제1호                                    |                    |
| 구 행정구역                                   | 신 행정구역        |
| 대산면 수정리, 주월리, 신흥리, 유산리, 이동리 | 순창군 동계면 일부 |
| 남원읍 금성리                                 | 대산면 일부        |
| 주천면 노암리                                 | 남원읍 일부        |
| 흑송면 일원                                   | 송동면 일원        |
| 두동면 일원(하도리, 상신리 제외)              | 송동면 일원        |
| 두동면 하도리, 상신리                         | 금지면 일부        |

### 현대
- 1956년 7월 8일 왕치면(王峙面)을 남원읍에 합면하였다.[10] (1읍 16면)
- 1981년 7월 1일 남원읍 일원을 관할로 남원시가 설치되었다.[11] (16면)
- 1983년 2월 15일 주천면 신촌리·어현리를 남원시에 편입하고, 덕과면 금암리를 임실군 둔남면에 편입하였다.[12]
- 1995년 1월 1일 남원시 일원과 남원군 일원을 관할로 도농복합형태의 남원시가 설치되었다.[13]

## 같이 보기
- 우륵의 12곡
- 고랍국
- 남원경